# Susanne Hüttmann-Stoll
Susanne Hüttmann-Stoll (* 28. April 1959 in Herne) ist eine deutsche Juristin. Sie war von November 2004 bis Juni 2023 Richterin am Bundessozialgericht.

## Leben und Wirken
Hüttmann-Stoll studierte Rechtswissenschaften in Freiburg (Breisgau) und Kiel. Nach Beendigung ihrer juristischen Ausbildung im Jahre 1988 ließ sie sich zunächst als Rechtsanwältin nieder, trat jedoch noch in demselben Jahr in die Sozialgerichtsbarkeit des Landes Schleswig-Holstein ein, innerhalb derer sie als Richterin am Sozialgericht Kiel tätig wurde. Von 1991 bis 1994 war sie an das Bundessozialgericht als wissenschaftliche Mitarbeiterin abgeordnet. Im Anschluss an ihre Abordnung wechselte sie zur Sozialgerichtsbarkeit des Landes Brandenburg, wo sie zur Richterin am Landessozialgericht Potsdam ernannt wurde. Im Zeitraum von 1995 bis 1998 schloss sich eine Abordnung als wissenschaftliche Mitarbeiterin an das Bundesverfassungsgericht an. Im August 2003 wurde Hüttmann-Stoll sodann zur Vorsitzenden Richterin am Landessozialgericht ernannt. Im November 2004 wechselte sie an das Bundessozialgericht, in dessen 12. Senat sie zunächst tätig war. Seit 2013 gehörte sie dem für das Unfallversicherungsrecht zuständigen 2. Senat an. Hüttmann-Stoll trat am 16. Juni 2023 in den Ruhestand.